# Filippo Gragnani
Filippo Gragnani (Livorno, 3 settembre 1768 – Livorno, 28 luglio 1820) è stato un chitarrista e compositore italiano.

## Biografia
Nacque nel 1768, in una famiglia di consolidate tradizioni musicali. Suo padre, Antonio Gragnani, fu un liutaio di discreto prestigio. Viene indirizzato alla musica sin da piccolo, dapprima studiando il violino, poi composizione e contrappunto con il maestro pisano Giulio Maria Lucchesi. Mentre proseguiva i suoi studi, inizialmente incentrati sulla musica sacra, la sua attenzione di strumentista si spostò sulla chitarra; in pochi anni ne apprese la tecnica con grande sicurezza e virtuosismo. Verso la fine del Settecento venne a contatto col maestro e chitarrista Ferdinando Carulli, e ne fu allievo. Intorno al 1807 iniziò a pubblicare le sue prime composizioni. Nel 1810 si trasferì a Parigi, dove Carulli da tempo soggiornava e riscuoteva successi. Le poche notizie biografiche che si hanno di Gragnani tacciono a partire dal 1812.
Morì il 28 luglio del 1820, nella sua Livorno.

## Composizioni
Le composizioni di Gragnani furono naturalmente incentrate sul suo strumento, la chitarra. Scrisse, oltre che per chitarra sola, anche per insiemi di chitarre (duetto o anche trio) e per varie formazioni cameristiche. Nelle opere per chitarra sola spicca una ricerca (talvolta poco formale) dell'espressività e dell'estro di cui era capace nelle esibizioni. I brani cameristici invece presentano un'adesione più formale al classicismo viennese, ed esprimono un gusto elegante ma vivace per l'equilibrio.
Sono note poco più di venti composizioni di Filippo Gragnani, di cui 15 con numero d'opera:
- Op. 1 - "Trois duos" (2 chitarre)
- Op. 2 - "Trois duos" (2 chitarre)
- Op. 3 - "Trois duos" (2 chitarre)
- Op. 4 - "Trois duos" (2 chitarre)
- Op. 5 - "Fantasia" (chitarra)
- Op. 6 - "Tre sonate e un tema con variazioni" (chitarra) e "Trois duos" (2 chitarre)
- Op. 7 - "Trois duos" (2 chitarre)
- Op. 8 - "Tre dui" (violino e chitarra) e "Quartetto" (violino, clarinetto e 2 chitarre)
- Op. 9 - "Sestetto" (flauto, clarinetto, violino, 2 chitarre e violoncello)
- Op. 10 - "Variazioni" (chitarra)
- Op. 11 - "Trois exercices" (chitarra)
- Op. 12 - "Trio" (3 chitarre)
- Op. 13 - "Trio" (flauto, violino e chitarra)
- Op. 14 - "Trois duos" (2 chitarre)
- Op. 15 - "Sonata sentimentale" e "Divertimenti" (chitarra)
- "Metodo" (chitarra)
- "Gran duetto" (violino e chitarra)
- "Exercices" (chitarra)